# Кебнёво
Кебнёво (бел. Кябнёва) — деревня в Новосёлковском сельсовете Поставского района Витебской области Белоруссии.
В деревне одна улица — Ёлочная.

Впервые упоминается в метрических книгах Лучайского костела 1778 года как Кебнёво (Kiebniowo):

«Кебнёво. 19 ноября 1778 года ксендз Фабиан Полховский окрестил мальчика по имени Станислав, сына Якоба и Франциски Вырвичей. Крестными были Иоанн Казека и Дорка Малущика».